# لو بليسيس بوشار
لو بليسيس بوشار (
نطق فرنسي: [lə plɛsi buʃaʁ]  ( أنصت)
) هي بلدية في وادي الواز في شمال فرنسا.

## المدن التوأم
- نيدرشتيتن (ألمانيا).

## وصلات خارجية
- الموقع الرسمي (بالفرنسية)
- رابطة رؤساء بلديات وادي الواز (بالفرنسية)